# 刺客教條系列
《刺客教條》系列是由育碧娱乐公司發行的潜行类系列游戏，包括众多續作和衍生作品。游戏的首作《刺客信条》发布于2007年。截至2022年，《刺客教條系列》已有十二款主要遊戲和額外續作及周邊作品。該系列作品受到了大部分評論家的好評。
系列靈感來自弗拉基米爾·巴托爾的小說《鷹之巢》，被認為是《波斯王子系列》的精神續作。

## 故事設定
戴斯蒙·邁爾斯本來在擁有刺客血統的家庭出生，但後來因爲只想過一般人的生活而獨自離開了家庭，當上了一家酒吧的酒保。2012年9月1日，他被現代聖殿騎士團操縱的組織Abstergo綁架，並强迫他參與Animus實驗 —— 一臺透過血緣令用戶體驗祖先記憶的機器。正于他將被Abstergo滅口的時候，一小撮現代刺客組織的成員把他救離，並讓他在刺客組織的協助下，使用一臺經改造過的Animus體驗了不同祖先的記憶，以趕在Abstergo之前得到伊甸碎片（Pieces of Eden）的情報。戴斯蒙體驗了四名祖先的記憶，分別是阿泰爾·伊本·拉阿哈德（Altaïr ibn La-Ahad），一名在中世紀第三次十字軍東征期間違背了三大教條並試圖贖罪的刺客；艾吉奥·奥迪托雷·达·佛罗伦萨，一名在意大利文藝復興時期並因家人被捲進政治陰謀而進行復仇的意大利刺客；海爾森·肯威，英籍聖殿騎士；拉頓哈給頓（後由師傅阿基里斯改名為「康納」），美國原住民，海爾森與卡尼耶蒂依翁之子，在美國獨立戰爭期間為保護族人和正義而戰的英印混血刺客。
在經歷過一連串事件之後，戴斯蒙獲悉2012年預言的真正意涵，摧毀了「第一文明」的巨大災難－太陽風暴將會重演，其記憶將成為解救世界的關鍵。在探索的過程中，常有三名古代文明的統治者以全息影像的方式來協助戴斯蒙，分別是朱比特、密涅瓦、以及朱諾。
在戴斯蒙為保護地球犧牲後，Abstergo 以雲端運算保存了其基因，同時雇用了研究員透過Animus 繼續搜索其他刺客祖先記憶以取得更多「第一文明」的資訊，包括活躍於海盜黃金時代的英籍海盜、拉頓哈給頓祖父之刺客祖先－愛德華·詹姆士·肯威；活躍於英法七年戰爭時期、從北美刺客組織叛變至聖殿騎士團的刺客獵人－謝伊·派崔克·寇馬可。同時刺客組織亦招募人員駭入Abstergo的雲端運算以搶先體驗刺客祖先的記憶，包括活躍於法國大革命時期、為贖罪而加入刺客組織的法籍刺客－亞諾·維克特·多里安、工業革命晚期英國的孿生刺客－雅各·弗萊和伊薇·弗萊。
之後，被發配到埃及的Abstergo員工蕾拉·哈桑無意中發現了托勒密王朝末期、原為埃及守護者錫瓦的巴耶克的木乃伊，在未通知上級的情況下使用攜帶型Animus回溯巴耶克的記憶，後來遭到Abstergo的追殺而與刺客組織合作，繼續尋找伊述文明的旅程。之後體驗希臘伯罗奔尼撒战争時期斯巴達的一對雇傭兵手足－亚历克西欧斯（Alexios）和卡珊卓（Kassandra）的記憶。
從卡珊卓那獲取赫爾墨斯的權杖後，地球因為不明的磁場風暴又一次陷入了危機之中，此時蕾拉收到了一封神秘的電子郵件，指引她前往北美，在那裡找到了維京人埃沃爾的墳墓，透過Animus對其的回溯，才知道埃沃爾是上古伊述人阿薩族的領袖奧丁的聖者，蕾拉通過埃沃爾的記憶找到了他與伊述人洛基的聖者巴辛姆展開最後決鬥的伊述神殿，透過其中的世界樹系統阻止了磁場風暴的延續，但蕾拉落下的權杖卻喚醒了被封印在此處的巴辛姆。

## 主要作品
| 遊戲名稱                                                       | 初版發售日     | 平台                                              | 故事背景                          | 時間點(西元)     |
| -------------------------------------------------------------- | -------------- | ------------------------------------------------- | --------------------------------- | ---------------- |
| 刺客教條 Assassin's Creed                                      | 2007年11月14日 | PS3、Xbox 360、Windows                            | 第三次十字軍東征 西亞黎凡特地區   | 1191年           |
| 刺客教條II Assassin's Creed II                                 | 2009年11月17日 | PS3、Xbox 360 、Windows PS4、Xbox One、NS         | 文藝復興 義大利城邦               | 1476年－1499年   |
| 刺客教條：兄弟會 Assassin's Creed: Brotherhood                 | 2010年11月16日 | PS3、Xbox 360 、Windows PS4、Xbox One、NS         | 文藝復興 羅馬                     | 1499年－1507年   |
| 刺客教條：啟示錄 Assassin's Creed: Revelations                 | 2011年11月15日 | PS3、Xbox 360 、Windows PS4、Xbox One、NS         | 文藝復興 君士坦丁堡、代林庫尤     | 1511年－1514年   |
| 刺客教條III Assassin's Creed III                               | 2012年10月30日 | PS3、Xbox 360 、Windows PS4、Xbox One、NS、Wii U  | 美國獨立戰爭 北美十三殖民地       | 1754年－1783年   |
| 刺客教條IV：黑旗 Assassin's Creed IV: Black Flag               | 2013年10月29日 | PS3、Xbox 360 、Windows PS4、Xbox One、NS、Wii U  | 海盜黃金時代 加勒比海             | 1715年－1722年   |
| 刺客教條：叛变 Assassin's Creed Rogue                          | 2014年11月11日 | PS3、Xbox 360 、Windows PS4、Xbox One、NS         | 七年戰爭 紐約、北大西洋           | 1752年－1776年   |
| 刺客教條：大革命 Assassin's Creed Unity                        | 2014年11月11日 | PS4、Xbox One、Windows                            | 法國大革命 巴黎、凡爾賽           | 1776年－1808年   |
| 刺客教條：梟雄 Assassin's Creed Syndicate                      | 2015年10月23日 | PS4、Xbox One、Windows                            | 维多利亚时代 倫敦                 | 1868年           |
| 刺客教條：起源 Assassin's Creed Origins                        | 2017年10月27日 | PS4、Xbox One、Windows                            | 托勒密時代 埃及                   | 前49年－前43年   |
| 刺客教條：奧德賽 Assassin's Creed Odyssey                      | 2018年10月5日  | PS4、Xbox One、Windows 、NS                       | 伯羅奔尼撒戰爭 希臘               | 前431年－前404年 |
| 刺客教條：英灵殿 Assassin's Creed Valhalla                     | 2020年11月10日 | PS4、Xbox One、Windows、PS5、Xbox Series X/S      | 維京時代（七国时代） 英格蘭、挪威 | 855年－889年     |
| 刺客教條：幻象 Assassin's Creed Mirage                         | 2023年10月5日  | PS4、Xbox One、Windows 、PS5、Xbox Series X/S     | 伊斯蘭黃金時代 巴格達、阿剌模忒   | 861年            |
| 刺客教條：暗影者 Assassin's Creed Shadows                      | 2025年3月20日  | PS5、Xbox Series X/S、Windows、macOS、Amazon Luna | 戰國時代 日本                     | 1579年－1582年   |
| 刺客教條：代號HEXE（暂定名称） Assassin's Creed: Codename Hexe | 待公布         | 待公布                                            | 女巫審判 神圣罗马帝国             | 16世紀           |

### 延伸系列
| 遊戲名稱                                                     | 初版發售日     | 平台                                               | 故事時間點 、 背景                             |
| ------------------------------------------------------------ | -------------- | -------------------------------------------------- | ---------------------------------------------- |
| 刺客教條：阿泰爾編年史 Assassin's Creed: Altaïr's Chronicles | 2008年2月5日   | NDS、Android、WebOS Symbian、Java ME Windows Phone |                                                |
| 刺客教條：血緣 Assassin's Creed: Bloodlines                  | 2009年11月17日 | PlayStation Portable                               |                                                |
| 刺客教條II：探索 Assassin's Creed II: Discovery              | 2009年11月17日 | Nintendo DS 、 iOS                                 |                                                |
| 刺客教條：Project Legacy Assassin's Creed：Project Legacy    | 2010年12月21日 | Facebook                                           |                                                |
| 刺客教條：回憶 Assassin's Creed: Recollection                | 2011年12月1日  | iOS                                                |                                                |
| 刺客教條：重裝上陣 Assassin's Creed: Multiplayer Rearmed     | 2011年10月21日 | iOS                                                |                                                |
| 刺客教條III：自由使命 Assassin's Creed III: Liberation       | 2012年10月30日 | PSV 、PS3 、Xbox 360 Windows 、NS                  | 英法北美战争                                   |
| 刺客教條：海盜 Assassin's Creed: Pirates                     | 2013年12月5日  | iOS 、Android Windows Phone                        |                                                |
| 刺客教條：回憶 Assassin's Creed: Memories                    | 2014年8月21日  | iOS                                                |                                                |
| 刺客教條：自由的呐喊 Assassin's Creed: Freedom Cry           | 2014年2月25日  | PS3 、PS4 、Xbox One、Xbox 360、Windows            | 海盜黃金時期 太子港                            |
| 刺客教條：本色 Assassin's Creed Identity                     | 2016年2月25日  | iOS、Android                                       | 文藝復興義大利                                 |
| 刺客教條 编年史 Assassin's Creed Chronicles                  | 2015年4月21日  | PS4、Xbox One Windows、PSV                         | 明朝中國 第一次英阿戰爭阿姆利則 俄國革命俄羅斯 |
| 通天塔：刺客教條 Tower AC                                    | 2017年11月6日  | iOS、Android                                       |                                                |
| 刺客教條：起義 Assassin's Creed Rebellion                    | 2018年11月21日 | iOS、Android                                       | 文藝復興 西班牙                                |
| 刺客教條：多重視界 Assassin's Creed Nexus VR                 | 2023年11月16日 | Meta Quest 2、Meta Quest 3、Meta Quest Pro         | 文藝復興 英法北美战争 伯罗奔尼撒战争           |
| 刺客教條：翡翠 Assassin's Creed: Jade                        | 待公布         | iOS、Android                                       | 秦朝 中國                                      |
| 未知刺客教条游戏                                             | 待公布         | Netflix（iOS 、Android）                           | 待公布                                         |

## 出版書籍

### 小說
主條目：刺客信条 (小说)
- 《刺客教條：文藝復興》
- 《刺客教條：兄弟會》
- 《刺客教條：秘密聖戰》
- 《刺客教條：啟示錄》
- 《刺客教條：遺弃》
- 《刺客教條：黑旗》
- 《刺客教條：大革命》
- 《刺客教條：底层世界》
- 《刺客教條：末裔》
- 《刺客信条：可汗陵》
- 《刺客信条：诸神的黄昏》
- 《刺客信条：大明风云》

### 漫画
- 《Assassin's Creed: Graphic Novel》
- 《Assassin's Creed, Volume 1: Desmond》
- 《Assassin's Creed, Volume 2: Aquilus》
- 《Assassin's Creed, Volume 3: Accipiter》
- 《Assassin's Creed: The Fall》
- 《Assassin's Creed: The Chain》
- 《刺客教條：婆罗门》
- 《Assassin's Creed, Volume 1: Trial by Fire》
- 《Assassin's Creed, Volume 2: Setting Sun》
- 《Assassin's Creed, Volume 3: Homecoming》
- 《Assassin's Creed: Templars, Volume 1: Black Cross》
- 《Assassin's Creed: Templars, Volume 2: Cross of War》
- 《Assassin's Creed: Last Descendants – Locus》
- 《Assassin's Creed: Conspirations, Volume 1: Die Glocke》
- 《刺客教條IV 黑旗 覺醒》
- 《刺客教條：王朝》
- 《刺客教條：英靈殿(漫畫)》

## 電影

#### 動畫電影
- 《刺客教條：世系》（Assassin's Creed: Lineage）
- 《刺客教條：權勢》（Assassin's Creed: Ascendance）
- 《刺客教條：餘燼》（Assassin's Creed: Embers）
- 《刺客教條》

#### 真人電影
- 《刺客教條》

## 开发
第一部作品《刺客信条》在PlayStation 3、Xbox 360和Microsoft Windows这几个平台推出，后续的几个作品大多以这几个平台为主，而《刺客信条：血缘》则是第一个登陆PlayStation Portable的系列游戏。主要的單人遊戲由育碧蒙特利尔進行開發，並且由育碧安纳西進行多人遊戲的開發。
2025年3月，育碧宣布将成立一家全新的子公司，新的子公司将开发运营《刺客信条》系列、《孤岛惊魂系列》以及《彩虹六号系列》等育碧旗下的IP；此外新公司获得腾讯的投资，中国公司以11.6亿欧元获得新公司25%的股份。

## 評價
《刺客信条》系列為育碧最暢銷的遊戲。2016年9月，该系列售出已超過一亿份。

| 游戏                   | Metacritic                                              |
| ---------------------- | ------------------------------------------------------- |
| 刺客教條               | (PS3) 81 (X360) 81 (PC) 79                              |
| 刺客教條：阿泰爾編年史 | (NDS) 58                                                |
| 刺客教條：血緣         | (PSP) 63                                                |
| 刺客教條II             | (PS3) 91 (X360) 90 (PC) 86                              |
| 刺客教條II：探索       | (NDS) 69                                                |
| 刺客教條：兄弟會       | (PS3) 90 (X360) 89 (PC) 88                              |
| 刺客教條：啟示錄       | (PS3) 80 (X360) 80 (PC) 80                              |
| 刺客教條III            | (PS3) 85 (X360) 84 (WIIU) 85 (PC) 80                    |
| 刺客教條III：解放      | (Vita) 70                                               |
| 刺客教條IV：黑旗       | (PS3) 88 (WIIU) 86 (PC) 86 (X360) 86 (PS4) 83 (X360) 86 |
| 刺客教條：叛變         | (PC) 74 (PS3) 72 (X360) 72                              |
| 刺客教條：大革命       | (PC) 70 (PS4) 70 (XONE) 72                              |
| 編年史：中國篇         | (PC) 67 (PS4) 69 (XONE) 67                              |
| 刺客教條：梟雄         | (PC) 74 (PS4) 76 (XONE) 78                              |
| 編年史：印度篇         | (PS4) 63 (XONE) 64                                      |
| 編年史：俄國篇         | (PS4) 60 (XONE) 62                                      |
| 刺客教條：起源         | (PC) 83 (PS4) 82 (XONE) 85                              |
| 刺客信条：奥德赛       | (PC) 86 (PS4) 83 (XONE) 87                              |
| 刺客信条：英灵殿       | (PC) 83 (XSX) 84 (XONE) 82 (PS4) 80                     |
| 刺客信条：幻景         |                                                         |

## 外部連結
- 官方网站
- Fandom上的更多相关：Assassin's Creed Wiki
- Wikia有关于这个主题的中文wiki在Assassin's Creed Wiki （页面存档备份，存于）